# 班乔戈尔沙达尔乌帕齐拉
班乔戈尔沙达尔是孟加拉国的一个乌帕齐拉，位于朗布尔专区的班乔戈尔县。

## 地理
班乔戈尔沙达尔乌帕齐拉的坐标为26°20′05″N 88°33′30″E / 26.3347°N 88.5583°E，总面积为347.08平方公里。

## 人口
据1991年孟加拉国人口普查，班乔戈尔沙达尔乌帕齐拉共有37232户人家，总计193198人，其中男性占比51.3%，女性占比48.7%，成年人口为92460。该地七岁以上人口之平均识字率为34.7%，高于全国平均水平（32.4%）。